# Boston (Indiana)
Boston és una població dels Estats Units a l'estat d'Indiana. Segons el cens del 2000 tenia 177 habitants.

## Demografia
Segons el cens del 2000, Boston tenia 177 habitants, 67 habitatges, i 52 famílies. La densitat de població era de 325,4 habitants per km².
Dels 67 habitatges en un 37,3% hi vivien nens de menys de 18 anys, en un 68,7% hi vivien parelles casades, en un 7,5% dones solteres, i en un 20,9% no eren unitats familiars. En el 17,9% dels habitatges hi vivien persones soles el 9% de les quals corresponia a persones de 65 anys o més que vivien soles. El nombre mitjà de persones vivint en cada habitatge era de 2,64 i el nombre mitjà de persones que vivien en cada família era de 3,02.
Per edats la població es repartia de la següent manera: un 24,9% tenia menys de 18 anys, un 8,5% entre 18 i 24, un 34,5% entre 25 i 44, un 22% de 45 a 60 i un 10,2% 65 anys o més.
L'edat mediana era de 35 anys. Per cada 100 dones de 18 o més anys hi havia 92,8 homes.
La renda mediana per habitatge era de 50.625 $ i la renda mediana per família de 46.875 $. Els homes tenien una renda mediana de 35.625 $ mentre que les dones 20.179 $. La renda per capita de la població era de 19.852 $. Cap de les famílies i el 2,5% de la població estaven per davall del llindar de pobresa.

## Poblacions més properes
El següent diagrama mostra les poblacions més properes.